# Liste der Straßen und Plätze in Berlin-Waidmannslust

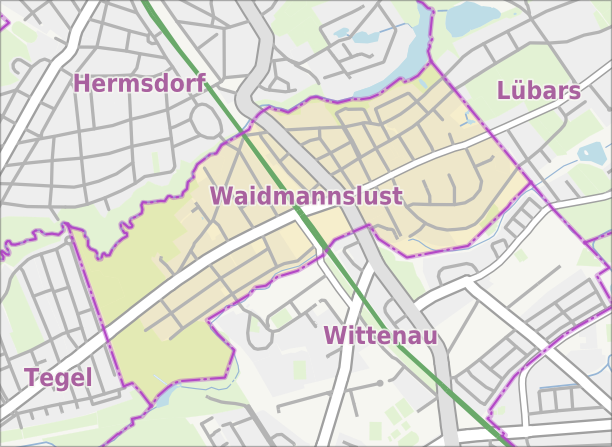
Übersichtskarte von Berlin-Waidmannslust

Die Liste der Straßen in Berlin-Waidmannslust stellt die im Berliner Ortsteil Waidmannslust liegenden Straßen mit ihren historischen Bezügen dar. Gleichzeitig ist diese Zusammenstellung ein Teil der Listen aller Berliner Straßen und Plätze.

## Überblick
Waidmannslust hat 11.263 Einwohner (Stand: 31. Dezember 2023) und umfasst den Postleitzahlenbereich 13469.
Im Ortsteil liegen ein (amtlich benannter) Platz und 45 gewidmete Straßen, von denen acht auch zu den Nachbarortsteilen gehören. Die gesamte Länge aller Stadtstraßen und der Bundesstraße 96 in Waidmannslust beträgt 15,3 Kilometer. Der Oraniendamm führt die Bundesstraße in Nord-Süd-Richtung durch den Ortsteil. In Ost-West-Richtung durchzieht die Hauptstraße im Straßenzug Zabel-Krüger-/Waidmannsluster Damm den Ortsteil, der zwischen Tegeler Fließ im Norden und Packereigraben im Süden liegt. In Anlehnung an den Namen des Ortsteils sind vorwiegend Themen aus der Jägerei und dem Forstwesen namensgebend für die Straßen. Die Bezeichnung ‚Zeile‘ in der Rollberge-Siedlung zwischen Zabel-Krüger-Damm und Schluchseestraße weist auf die Zuführungsstraßen zu den Hochhäusern vom Ende der 1960er und Anfang der 1970er Jahre, die zeitlich parallel zu den Bauten des Märkischen Viertels entstanden.

## Übersicht der Straßen und Plätze
Die nachfolgende Tabelle gibt eine Übersicht über die vorhandenen Straßen und Plätze im Ortsteil sowie einige dazugehörige Informationen.
- Name/Lage: aktuelle Bezeichnung der Straße oder des Platzes. Über den Link Lage kann die Straße oder der Platz auf verschiedenen Kartendiensten angezeigt werden. Die Geoposition gibt die Lage der ungefähren Mitte der Straßenlänge an.
- Im amtlichen Straßenverzeichnis nicht aufgeführte Verkehrswege sind mit * gekennzeichnet.
- Ehemalige oder nicht mehr gültige Straßennamen sind kursiv gesetzt. Für bedeutende ehemalige Straßen oder historische Straßennamen ist gegebenenfalls eine gesonderte Liste vorhanden.
- Länge/Maße in Metern:
Die in der Übersicht enthaltenen Längenangaben sind  gerundete Übersichtswerte, die in Google Earth mit dem dortigen Maßstab ermittelt wurden. Sie dienen Vergleichszwecken und werden, sofern amtliche Werte bekannt sind, ausgetauscht und gesondert gekennzeichnet.
Bei Plätzen sind die Maße in der Form a × b für rechteckige Anlagen und für (ungefähr) dreieckige Anlagen als a × b × c mit a als längster Seite angegeben.
Sofern die Straße auch in benachbarte Ortsteile weiterführt, gibt der Zusatz ‚im Ortsteil‘ an, wie lang der Straßenabschnitt innerhalb des Ortsteils dieses Artikels ist.
- Namensherkunft: Ursprung oder Bezug des Namens.
- Anmerkungen: weitere Informationen über anliegende Baudenkmale oder Institutionen, die Geschichte der Straße und historische Bezeichnungen.
- Bild: Foto der Straße oder eines anliegenden Objektes.

| Name/Lage                    | Länge/Maße (in Metern) | Namensherkunft | Datum der Benennung | Anmerkungen | Bild |
| ---------------------------- | ---------------------- | --- | ------------------- | --- | --- |
| Albtalweg (Lage)             | 0150 + 90 + 90         | Albtal, Region zwischen Bad Herrenalb, Marxzell, Waldbronn, Ettlingen und Karlsruhe am Rande des nördlichen Schwarzwaldes.                                                                         | 11. Mai 1935        | Der Weg entstand durch Zusammenlegung der Straßen 168, 169, 170, 171, und 172. Er besteht aus einer von der Benekendorffstraße abgehenden Stichstraße und einer vom Zabel-Krüger-Damm abgehenden Sackgasse. Beide Straßenteile sind durch einen Fußweg miteinander verbunden. | Albtalweg vom Zabel-Krüger-Damm her |
| Am Ansitz (Lage)             | 0100                   | Ansitz, Ansitzjagd bezeichnet auch die von einer Sitzwarte ausgehende Jagd | 1. Okt. 1977        | Die Straße zwischen Waidmannsluster Damm und Dianastraße, der keine Grundstücke zugeordnet sind, bildet die östliche Begrenzung des (nicht amtlich benannten) Anthonyplatzes. | Berlin-Waidmannslust Am Ansitz |
| Am Dianaplatz (Lage)         | 0180                   | Nach dem namengebenden Dianaplatz. | vor 1922            | Sie wurde als Straße 4 des Bebauungsplans angelegt und ist bereits auf einer Karte des Bezirks Reinickendorf von 1922 namentlich ausgewiesen. Sie verbindet die Dianastraße mit dem Waidmannsluster Damm. | Berlin-Waidmannslust Am Dianaplatz |
| Am Leitbruch (Lage)          | 0130                   | Leitbruch, Ein Zweig von halber Armlänge, zwischen den Nadeln oder Blättern von der Rinde befreit, zeigt mit der gewachsenen Spitze in eine bestimmte Richtung.                                    | 1. Okt. 1977        | Der Fußweg verbindet Waidmannsluster Damm und Bondickstraße. | Berlin-Waidmannslust Am Leitbruch |
| Am Wechsel (Lage)            | 0150                   | Wildwechsel, Wege, die Tiere regelmäßig benutzen | 10. Apr. 1961       | Die von der Dianastraße verlaufende Stichstraße entstand als Straße 377 des Bebauungsplanes. | Berlin-Waidmannslust Am Wechsel |
| Artemisstraße (Lage)         | 0590 (im Ortsteil)     | Artemis, in der griechischen Mythologie die Göttin der Jagd, des Waldes und die Hüterin der Frauen und Kinder.                                                                                     | 9. Jan. 1961        | Die Straße liegt in Nord-Süd-Richtung zwischen Waidmannsluster Damm und der Ortsteilgrenze (Mitte des Tegeler Fließes). In Hermsdorf führen weitere 30 Meter bis an den Ring der Brandtstraße, das namenswechselnde Straßenschild steht jedoch am Nordufer der hiesigen Brücke über das Tegeler Fließ. Von 1902 bis 1961 hieß sie Kurhausstraße nach dem auf einer Anhöhe am Waidmannsluster Damm 178 befindlichen Kurhaus „Bergschloß“. | Baudenkmal Artemisstraße 10 · Berlin-Waidmannslust Artemisstraße                                                                             |
| Benekendorffstraße (Lage)    | 0900 (im Ortsteil)     | Franz Ulrich von Benekendorff (1848–?), Besitzer der 1854 gegründeten Kühnschen Ziegelei in Lübars.                                                                                                | vor 1922            | Die Straße liegt in Waidmannslust mit den Grundstücken 1–83 (ungerade) und 2–82 (gerade) zwischen Düsterhauptstraße und der Ortsteilsgrenze im Büchenbronner Steig. Die Straße setzt sich nach Lübars fort und führt dort im östlichen Teil als Fuß- und Radweg durch das LSG Tegeler Fließ bis Alt-Lübars. Die Straße verlief ursprünglich nur von Düsterhauptstraße zum Oraniendamm. Am 18. Januar 1936 wurde der Ziegeleiweg, der vom Oraniendamm (Waidmannslust) bis zur Hauptstraße in Lübars (heute Alt-Lübars) führte, in Benekendorffstraße umbenannt. Damit wurde die bereits vorhandene Benekendorffstraße bis Lübars verlängert. Vorherige Namen waren Hermsdorfer Weg (vor 1925–1934), Ziegeleiweg (nach 1911–1936), Triberger Straße (vor 1925–1934) | Benekendorffstraße von der Straßenkreuzung Büchenbronner Steig westwärts nach Berlin-Waidmannslust · Berlin-Waidmannslust Benekendorffstraße |
| Bondickstraße (Lage)         | 0850                   | Ernst Bondick (1836–1892), Förster, Gastwirt, Gründer der Landhauskolonie Waidmannslust. | vor 1902            | Die Straße verläuft von „Nach der Höhe“ bis zum Steinbergpark. Sie ist bereits im Berliner Adressbuch von 1902 verzeichnet. | Berlin-Waidmannslust Bondickstraße Königin-Luise-Kirche · Berlin-Waidmannslust Bondickstraße Résidence du Général                            |
| Büchenbronner Steig (Lage)   | 0170 (im Ortsteil)     | Büchenbronn, Gemeinde am Rande des Schwarzwaldes, seit 1974 Stadtteil von Pforzheim, Baden-Württemberg                                                                                             | 10. Apr. 1961       | Die Straße liegt mit den westlichen, ungerade nummerierten Grundstücken 3 und 5 im Ortsteil, die geraden Grundstücke am östlichen Straßenrand und das Straßenland gehören zu Lübars. Die gepflasterte Straße liegt zwischen Beneckendorffstraße und Zehntwerderweg und führt unter diesem Namen unbefestigt bis an den Hauptwanderweg 13 (Barnimer Dörfer Weg) am Hermsdorfer See, das westlich angrenzende Gelände gehört zum Grünland Ziegeleibecken, die östlichen Grundstücke und der Weg liegen in Lübars. Die Straße wurde nach Bebauungsplan als Straße 177 trassiert und trug auch bis 1961 diesen Namen. | Berlin-Waidmannslust Büchenbronner Steig |
| Dianaplatz (Lage)            | 0080 × 80              | Diana, in der römischen Mythologie die Göttin der Jagd, des Mondes und der Geburt, Beschützerin der Frauen und Mädchen                                                                             | vor 1902            | Er wurde als Platz A des Bebauungsplanes angelegt und war bereits im Berliner Adressbuch von 1902 verzeichnet. Der kleine Platz liegt zwischen Dianastraße und „Am Dianaplatz“. | Berlin-Waidmannslust Dianaplatz |
| Dianastraße (Lage)           | 1040                   | Diana, in der römischen Mythologie die Göttin der Jagd, des Mondes und der Geburt, Beschützerin der Frauen und Mädchen                                                                             | vor 1902            | Die Dianastraße liegt zwischen Oranien- und Waidmannsluster Damm in Nordost-Südwest-Richtung. Sie führt durch die Bahnbrücke hindurch, biegt dabei nach Osten ab und setzt sich über den Oraniendamm im Zehntwerder Weg fort. Sie ist bereits im Adressbuch von 1902 verzeichnet. | Berlin-Waidmannslust Dianastraße · Ehemalige Residenz des Hohen Kommissars der Französischen Republik für Deutschland                        |
| Düsterhauptstraße (Lage)     | 0850                   | Düsterhaupt, 19. Jahrhundert, Teilhaber von Benekendorff, Besitzer der 1854 gegründeten Ziegelei, gehörte um 1890 zu den Gründern der Landhauskolonie Waidmannslust                                | vor 1902            | Die bereits im Adressbuch von 1902 vermerkte Straße verläuft vom Oraniendamm bis zur Dianastraße. Zwischen Oraniendamm und Waidmannsluster Damm verläuft sie als Privatstraße über den dort liegenden Baumarkt. Gemeinsam mit dem Gewerbegebiet am Oraniendamm ist sie die einzige, durch Gewerbe geprägte Straße in Waidmannslust. | Berlin-Waidmannslust Düsterhauptstraße |
| Egidystraße (Lage)           | 0080 (im Ortsteil)     | Moritz von Egidy (1847–1898), deutscher Oberstleutnant, pazifistischer Sozialethiker, Schriftsteller                                                                                               | vor 1904            | Die Straße selbst und die ihr anliegenden Grundstücke auf beiden Seiten liegen vollständig in Tegel. Die Ortsteilgrenze verläuft an der Hinterfront der östlichen Grundstücke und nur ein Zugang zwischen den Tegeler Grundstücken 42 und 44 führt auf Waidmannsluster Flur, hier befindet sich mit der Anschrift Egidystraße 42b die KGA Fließtal in Waidmannslust. Im Adressbuch für Berlin und die Vororte von 1904 ist die Egidystraße als einzige Straße der zu Tegel gehörenden Siedlung „Freie Scholle“ verzeichnet. Als Eigentümer der Häuser ist die Genossenschaft „Freie Scholle“ angegeben, 1895 von Gustav Lilienthal unter Beteiligung Berliner „Freilandgruppen“ gegründet. Ihr Gründungskonzept sah ein gemeinschaftliches Eigentum an Grund und Boden für den „kapitallosen Arbeiter“ vor, der dadurch über ein unkündbares Heim verfügen sollte. 1899 wurde mit dem Hausbau begonnen, und ein Jahr später waren die ersten vier Wohnungen fertig. | Berlin-Tegel Egidystraße |
| Ettenheimer Pfad (Lage)      | 0350                   | Ettenheim, Stadt im Ortenaukreis in Baden-Württemberg. | 27. Okt. 2000       | Die Straße als 30er-Zone liegt mit den Grundstücken 4–66 (gerade) an ihrer Westseite zwischen Zabel-Krüger-Damm und Höllentalweg und ist nur über den letzten öffentlich zugänglich, an der (ungeraden) Ostseite befinden sich keine Grundstücke. Sie führt vom Höllentalweg zum Zabel-Krüger-Damm, bis zu dem sie aber nicht durchgeführt ist, sondern als Sackgasse endet. | Berlin-Waidmannslust Ettenheimer Pfad |
| Eutinger Weg (Lage)          | 0170                   | Eutingen im Gäu, Gemeinde im Landkreis Freudenstadt in Baden-Württemberg | 10. Apr. 1961       | Sie entstand als Straße 2 des Bebauungsplans und führt vom Oraniendamm bis zur Gutachstraße. | Berlin-Waidmannslust Eutinger Weg |
| Florastraße (Lage)           | 0100                   | Flora, Göttin der Blüte und des Frühlings in der römischen Mythologie | vor 1922            | Sie führt von der Düsterhauptstraße bis zum Oraniendamm. | Berlin-Waidmannslust Florastraße |
| Fürst-Bismarck-Straße (Lage) | 0220                   | Otto von Bismarck (1815–1898), deutscher Politiker, Reichskanzler des Deutschen Reiches | vor 1908            | Die von der Dianastraße abgehende Stichstraße war bereits auf einer Karte von 1908 vermerkt. Sie führt zur katholischen Schule Salvator. | Berlin-Waidmannslust Fürst-Bismarck-Straße · Salvator-Schule Fürst-Bismarck-Straße                                                           |
| Gutachstraße (Lage)          | 0430                   | Gutach, Gemeinde im Ortenaukreis im mittleren Schwarzwald | vor 1922            | Sie hieß bei der Anlage Straße 31 und führt vom Zabel-Krüger-Damm bis zum Zehntwerderweg. | Berlin-Waidmannslust Gutachstraße |
| Halalistraße (Lage)          | 0150                   | Halali, sowohl Gruß und Jagdruf aus der Jägersprache als auch jagdliches Brauchtum. | vor 1912            | Sie führt von der Artemisstraße bis zur Hubertusstraße. | Berlin-Waidmannslust Halalistraße |
| Hochjagdstraße (Lage)        | 0250                   | Jagd, Begriff aus der Jägersprache, Jagd auf alle jagdbaren Wiederkäuer. | 9. Jan. 1961        | Von 1912 bis 1961 hieß sie Kirchstraße nach der hier liegenden Königin-Luise-Kirche. Sie führt vom Waidmannsluster Damm bis zur Nimrodstraße und Avenue Charles de Gaulle. | Berlin-Waidmannslust Hochjagdstraße |
| Höllentalweg (Lage)          | 0180                   | Höllental, Tal im Südschwarzwald in Baden-Württemberg | 1. Nov. 1968        | Er entstand als Straße 200 und verbindet die Schluchseestraße mit dem Ettenheimer Pfad. Ein weiterer Teil verläuft parallel zum Ettenheimer Pfad zur Erschließung der dortigen Grundstücke. | Berlin-Waidmannslust Höllentalweg |
| Horber Straße (Lage)         | 0200                   | Horb am Neckar, Stadt im Südwesten von Baden-Württemberg | 1. Juni 1996        | Er führt vom Zabel-Krüger-Damm bis zum Zehntwerderweg und Wolfacher Pfad. | Berlin-Waidmannslust Horber Straße |
| Hubertusstraße (Lage)        | 0320                   | Hubertus von Lüttich (~656–~727), der heilige Hubertus, Schutzpatron der Jäger | vor 1908            | Sie ist bereits auf einer Karte von 1908 verzeichnet und führt vom Waidmannsluster Damm bis zur Dianastraße. | Berlin-Waidmannslust Hubertusstraße |
| Lahrer Pfad (Lage)           | 0350                   | Lahr/Schwarzwald, Stadt im Westen Baden-Württembergs | 11. Mai 1938        | Sie entstand als Straße 16 des Bebauungsplans und führt vom Zabel-Krüger-Damm zur Benekendorffstraße, sowie als Fußweg südlich des Zabel-Krüger-Damms. | Berlin-Waidmannslust Lahrer Pfad |
| Lierbacher Weg (Lage)        | 0200                   | Lierbach, Ortsteil von Oppenau in Baden-Württemberg. | 11. Mai 1938        | Sie verbindet den Zabel-Krüger-Damm mit der Benekendorffstraße. | Berlin-Waidmannslust Lierbacher Weg |
| Nach der Höhe (Lage)         | 0220                   | Südlich der Straße befindet sich der Wittenauer Steinberg. | vor 1922            | Die Straße führt vom Waidmannsluster Damm und Hubertusstraße bis zur Nimrodstraße. Sie ist erstmals im Adressbuch von 1922 erwähnt. | Berlin-Waidmannslust Nach der Höhe · Berlin-Waidmannslust Nach der Höhe                                                                      |
| Nagolder Pfad (Lage)         | 0270                   | Nagold, Stadt in Baden-Württemberg | 11. Mai 1938        | Er entstand als Straße 4a des Bebauunglanes und verbindet Oraniendamm und Horber Straße. | Berlin-Waidmannslust Nagolder Pfad |
| Nimrodstraße (Lage)          | 1050                   | Nimrod, altorientalischer, in Bibel und Koran erwähnter mythischer Held und König, großer Jäger | vor 1902            | Sie führt von der Jean-Jaurès-Straße bis zur Waldhornstraße und endet dort als Sackgasse. Sie ist bereits im Adressbuch von 1902 aufgeführt. | Baudenkmal Nimrodstraße 29 |
| Oraniendamm (Lage)           | 0990                   | Oranien, Name des regierenden Königshauses der Niederlande. Ursprünglich stammt der Name Oranien von der provencalischen Grafschaft Oranien, dem späteren Fürstentum Orange im heutigen Frankreich | vor 1922            | Der Oraniendamm liegt zwischen der Grenze zu Wittenau am Packereigraben (in Höhe Straße 199) und der Grenze zum Ortsteil Hermsdorf an der Brücke über das Tegeler Fließ und somit vollständig in Waidmannslust. Der Oraniendamm ist ein Teilstück der Bundesstraße 96. | Berlin-Waidmannslust Oraniendamm · Berlin-Waidmannslust Oraniendamm                                                                          |
| Pforzheimer Straße (Lage)    | 0415                   | Pforzheim, Stadt im Nordwesten Baden-Württembergs | 17. Dez. 1959       | Sie führt von der Benekendorffstraße bis zum Tiefenbronner Weg und von dort als Fußweg zum Wolfacher Pfad. | Berlin-Waidmannslust Pforzheimer Straße |
| Schluchseestraße (Lage)      | 1100 (im Ortsteil)     | Schluchsee, Stausee im Südschwarzwald | 1. Nov. 1968        | Sie entstand durch Zusammenlegung der Straßen Nr. 165 und 9 und führt vom Zabel-Krüger-Damm und Schonacher Straße bis zum Öschelbronner Weg und Am Osrücken. Die Straße erschließt die in den Jahren 1966–1972 entstandene „Rollberg-Siedlung“, die wegen der nach Schwarzwaldorten benannten Straßennamen auch „Schwarzwald-Siedlung“ genannt wird. | Berlin-Waidmannslust Schluchseestraße · Berlin-Waidmannslust Schluchseestraße                                                                |
| Schonacher Straße (Lage)     | 0340                   | Schonach im Schwarzwald, Gemeinde im Schwarzwald-Baar-Kreis, Baden-Württemberg | vor 1922            | Sie hieß bei ihrer Anlage Straße 29 und führt vom Zabel-Krüger-Damm und Schluchseestraße bis zum Zehntwerderweg. | Berlin-Waidmannslust Schonacher Straße |
| Straße 167 (Lage)            | 0150                   | noch bestehende Bezeichnung des Bebauungsplans | nach 1936           | Die Straße liegt zwischen Höllentalweg und Straße 199 und mündet dann in südlicher Richtung als Sackgasse. | Berlin-Waidmannslust Straße 167 |
| Straße 199 (Lage)            | 0170                   | noch bestehende Bezeichnung des Bebauungsplans | nach 1936           | Sie führt vom Oraniendamm zur Straße 167. | Berlin-Waidmannslust Straße 199 |
| Tegernauer Zeile (Lage)      | 0160                   | Tegernau (Kleines Wiesental), Ortsteil der Gemeinde Kleines Wiesental, Landkreis Lörrach, Baden-Württemberg                                                                                        | 1. Nov. 1968        | Die von der Titiseestraße als Stichstraße abgehende Erschließungsstraße entstand als Straße Nr. 452. | Berlin-Waidmannslust Tegernauer Zeile |
| Tiefenbronner Weg (Lage)     | 0190                   | Tiefenbronn, Gemeinde im Enzkreis in Baden-Württemberg | 17. Dez. 1959       | Er wurde als Straße 175 angelegt und führt von der Benekendorffstraße bis zur Pforzheimer Straße. | Berlin-Waidmannslust Tiefenbronner Weg |
| Titiseestraße (Lage)         | 0710                   | Titisee, See im südlichen Schwarzwald in Baden-Württemberg | 1. Nov. 1968        | Vorher Straße 451 des Bebauungsplans. Die Straße in der „Rollberg-Siedlung“ führt von der Schluchseestraße zum Zabel-Krüger-Damm. | Berlin-Waidmannslust Titiseestraße |
| Todtnauer Zeile (Lage)       | 0170                   | Todtnau, Stadt im Südschwarzwald im Landkreis Lörrach, Baden-Württemberg | 1. Nov. 1968        | Die von der Titiseestraße als Stichstraße abgehende Erschließungsstraße in der „Rollberg-Siedlung“ entstand als Straße Nr. 453. | Berlin-Waidmannslust Todtnauer Zeile |
| Treiberpfad (Lage)           | 0390                   | Treiber, bei der Treibjagd Wild aufscheuchende Personen | 1. Nov. 1968        | Die von der Dianastraße abgehende Straße mit einem zweiten Arm endet als Sackgasse. Sie entstand aus Teilen der Straße 4a und der Straße 7. | Berlin-Waidmannslust Treiberpfad |
| Waidmannsluster Damm (Lage)  | 1590 (im Ortsteil)     | Waidmannslust, Ortsteil des Bezirks Reinickendorf | 6. Aug. 1937        | Im Ortsteil liegt die Straße zwischen der Egidystraße (östlich deren Grundstück Nummer 19) und dem Oraniendamm mit den Grundstücken 81–193 (ungerade) und 82–190 (gerade). Sie setzt sich nach Westen im Ortsteil Tegel als zweibahnige Straße fort. Sie entstand 1937 aus Waidmannstraße und Hermsdorfer Straße (von 1898 bis um 1907 Hermsdorfer Weg). | Berlin-Waidmannslust Waidmannsluster Damm · Berlin-Waidmannslust Waidmannsluster Damm                                                        |
| Waldhornstraße (Lage)        | 0250                   | Waldhorn, Blechblasinstrument | 1. Apr. 1962        | Sie verläuft von der Nimrodstraße bis zum Waidmannsluster Damm. Der vorherige Name war von vor 1925 bis 1962 Waldstraße. Die Straße führte durch ein Waldgelände. Heute befindet sich dort der Steinbergpark, der zwischen 1924 und 1933 auf einem Teil des Waldbesitzes von Ernst Bondick entstanden war. | Berlin-Waidmannslust Waldhornstraße |
| Waldshuter Zeile (Lage)      | 0140                   | Waldshut-Tiengen, Doppelstadt im Südwesten Baden-Württembergs | 1. Nov. 1968        | Die von der Titiseestraße als Stichstraße abgehende Erschließungsstraße entstand als Straße 454 in der „Rollberg-Siedlung“. Das 22-geschossige Doppelhochhaus an der Titiseestraße aus dem Jahre 1971 stammt von Hans Scharoun. | Berlin-Waidmannslust Waldshuter Zeile |
| Wolfacher Pfad (Lage)        | 0330                   | Wolfach, Stadt im mittleren Schwarzwald im Ortenaukreis in Baden-Württemberg | 1. Nov. 1964        | Er entstand aus den Straßen Nr. 184 und 201. Als Fortsetzung der Horber Straße geht er im Bogen vom Zehntwerderweg ab. | Berlin-Waidmannslust Wolfacher Pfad |
| Zabel-Krüger-Damm (Lage)     | 0920 (im Ortsteil)     | Wilhelm August Zabel-Krüger (1834–1915), Lehngutsbesitzer, Kommunalpolitiker | 6. Aug. 1937        | Die Straße führt von der vielbefahrenen Kreuzung Oraniendamm nach Alt-Lübars im Ortsteil Lübars. Die Grundstücke 1–69 (ungerade) und 12a–70 (gerade) liegen im Ortsteil zwischen Oraniendamm und der Ortsteilgrenze am Erlenbruchgraben. Von vor 1922 bis 1937 und 1945/1946 hieß sie Platanenstraße. In den Jahren 1966–1972 wurde zwischen dem Zabel-Krüger-Damm entlang der Schluchsee- und Titiseestraße die „Rollberge-Siedlung“, eine Neubau-Wohnanlage mit über 2000 Wohnungen, errichtet, die in ihrem Äußeren den Mietwohnbauten des Märkischen Viertels ähnelt. Verschiedene Architekten wie Josef Paul Kleihues, Heinrich Moldenschardt u. a. entwarfen einzelne Bauten. Das 22-geschossige Doppelhochhaus an der Titiseestraße stammt von Hans Scharoun | Zabel-Krüger-Damm 50–52 · Zabel-Krüger-Damm 3–5 · Zabel-Krüger-Damm 17                                                                       |
| Zehntwerderweg (Lage)        | 1070 (im Ortsteil)     | Zehntwerder, alte Flurbezeichnung | 10. Juli 1933       | Die Straße liegt zwischen Oraniendamm/Dianastraße und Deilingeweg, davon im Ortsteil zwischen Oraniendamm und der Ortsteilgrenze am Elsenbruchgraben (Büchenbronner Steig) mit den Grundstücken 3–89 (ungerade) und 8–100 (gerade) und setzt sich nach Osten in Lübars fort. Der vorherige Name war Straße 160. Am 15. März 1936 wurde die Verlängerung, die Straßen Nr. 1, 173 und 181, ebenfalls Zehntwerderweg benannt. | Berlin-Waidmannslust Zehntwerderweg · Baudenkmal Zehntwerderweg 41a                                                                          |

## Sonstige Örtlichkeiten im Ortsteil

### Kleingartenanlagen
- Gartenverein ‚Fließtal‘ (Straßenschlüssel nach RBS: 09194) dessen Zugang ist nur von der Egidystraße in Tegel möglich, so besitzt er die postalische Adresse Egedystraße 42b. Die Kleingartenanlage 12024 (nach Entwicklungsplan) mit 42 Parzellen liegt auf 15.956 m² landeseigenem Pachtland und hat den Status einer fiktiven[8] Daueranlage.[9]

- KGA ‚Steintal‘ liegt zwischen Schluchseestraße und Packereigraben und grenzt dort an den Ortsteil Wittenau. Die fiktive Dauerkleingartenanlage[8] 12062[9] hat die Anschrift Schluchseestraße 52–54 und ist in 43 Parzellen auf 13.831 landeseigenem Pachtland gelegen.

### Parks

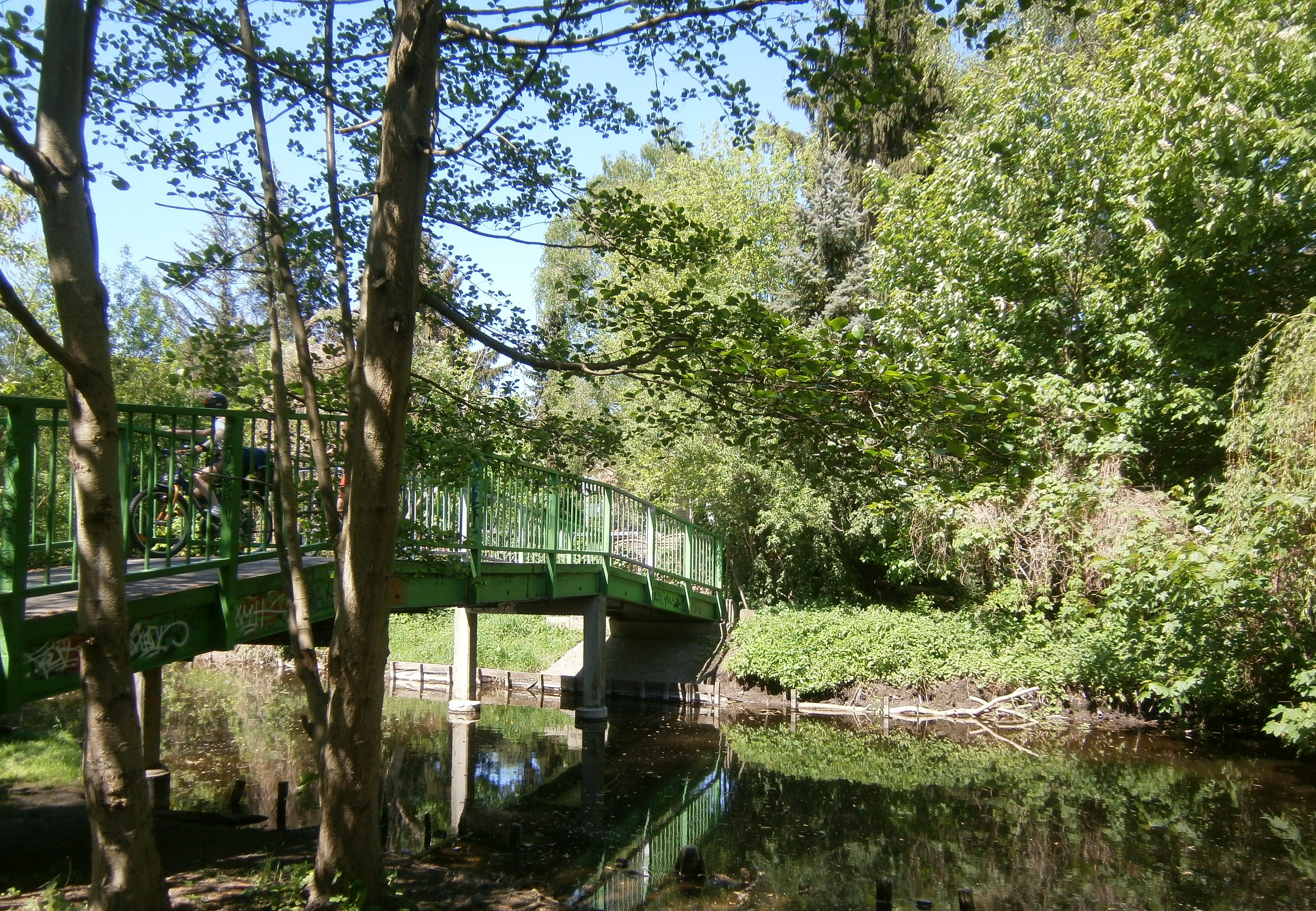
Brücke für den Barnimer Dörferweg zwischen Hermsdorf und Waidmannslust über das Tegeler Fließ

- Albtalpark (Straßenschlüssel nach RBS: 08175) der sich über die Ortsteilgrenze am Erlenbruchgraben nach Lübars fortsetzt. Im Park liegt das Bräuningbecken in den der Ziegeleigraben mündet, der vom Lahrer Pfad kommt.
- Waldpark Steinberg (Straßenschlüssel nach RBS: 07988): Er liegt im Südwesten des Ortsteils, südlich von Wilhelmsruher Damm und der Nimrodstraße und wird im Süden (und Westen) durch den Packereigraben zum Ortsteil Wittenau hin begrenzt, wobei der Graben in Waidmannslust liegt.
- Das LSG Tegeler Fließtal liegt mit seinem östlichen Teil im Ortsteil, nördlich von Waidmannsluster Damm / Dianastraße. Es wird durch das Tegeler Fließ zum Ortsteil Hermsdorf abgegrenzt. Am Südufer des Tegeler Fließes entlang von Hermsdorf kommend und weiter nach Lübars durch das LSG Fließtal führt der Barnimer Dörferweg,[10] die Nr. 13 der 20 grünen Hauptwege Berlins.[11]